# Lotfernrohr 7
Il Lotfernrohr 7, o Lotfe 7 della Carl Zeiss, fu il principale apparecchio di puntamento per il bombardamento in volo livellato in dotazione alla Luftwaffe, simile al Sistema di puntamento Norden statunitense, ma più semplice da usare e mantenere in efficienza.
Ne vennero costruiti molti esemplari che andarono a sostituire i sistemi più semplici precedenti quali il Lotfernrohr 3 ed il BZG 2. Il Lotfe 7C, fu installato a partire dal gennaio 1941, e fu il primo sistema tedesco dotato di stabilizzazione giroscopica.

## Progetto

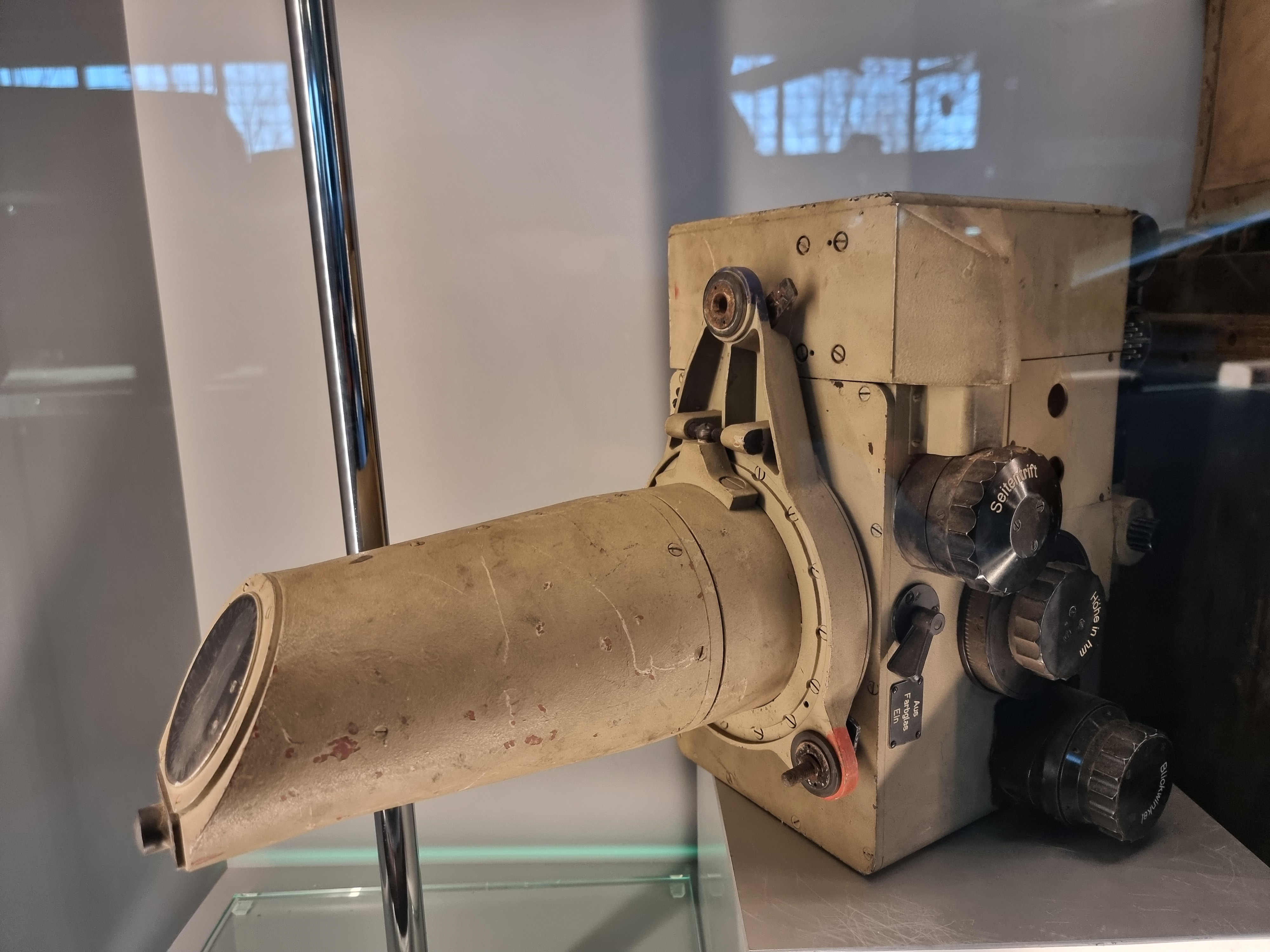
Lotfernrohr 7 D-1 esposto al Museo dell'aviazione polacca.

Un membro della rete di spionaggio tedesca negli Stati Uniti, conosciuta come Duquesne Spy Ring, Herman W. Lang, che era stato impiegato presso la Carl L. Norden Corporation, (costruttore del Sistema di puntamento Norden) fu in grado di trasmettere dettagli fondamentali dell'apparecchio alla Germania nazista. Nel 1937, Lang spedì il progetto del Norden in Germania dove ne fu costruita una copia che però, per l'incompletezza dei piani inviati non era funzionante. Lang fu convocato in Germania nel 1938 e grazie al suo aiuto l'Abwehr costruì un modello funzionante del Norden.
Nel maggio 1945 il capitano J.Harris del Air Technical Service Command (Comando del Servizio Tecnico Aeronautico) statunitense visitò la fabbrica Carl Zeiss presso Jena e parlò con il capo progetto della sezione dedicata agli strumenti di puntamento, Herbert Kortum (nato il 15 settembre 1907 a Gelting; † 28 settembre 1979 a Jena) il quale affermò di aver valutato il sistema Norden e di ritenere il Lotfe 7 superiore e quindi di non aver cercato di riprodurre il Norden in Germania.
Il sistema di puntamento Norden era formato da due parti principali, il sistema ottico e lo stabilizzatore giroscopico. Entrambi i meccanismi erano complessi e richiedevano una costante manutenzione per mantenerli in efficienza, invece il Lotfe 7 era drasticamente più semplice, essendo formato da un singolo apparecchio, che comprendeva la maggior parte delle funzioni, collegato ad un iposcopio che si protrudeva dall'apparecchio, terminante con una finestrella che, tramite uno specchio angolato, trasmetteva l'immagine del bersaglio nell'oculare sull'apparecchio. Il Lotfe 7 combinava in un solo componente entrambe le funzioni svolte dai due apparati del Norden, dato che lo specchio veniva stabilizzato giroscopicamente e seguiva il bersaglio automaticamente fino allo sgancio delle bombe. Anche i comandi erano comparabilmente più semplici, essendo principalmente tre manopole per la determinazione della mira del bersaglio.

## Funzionamento

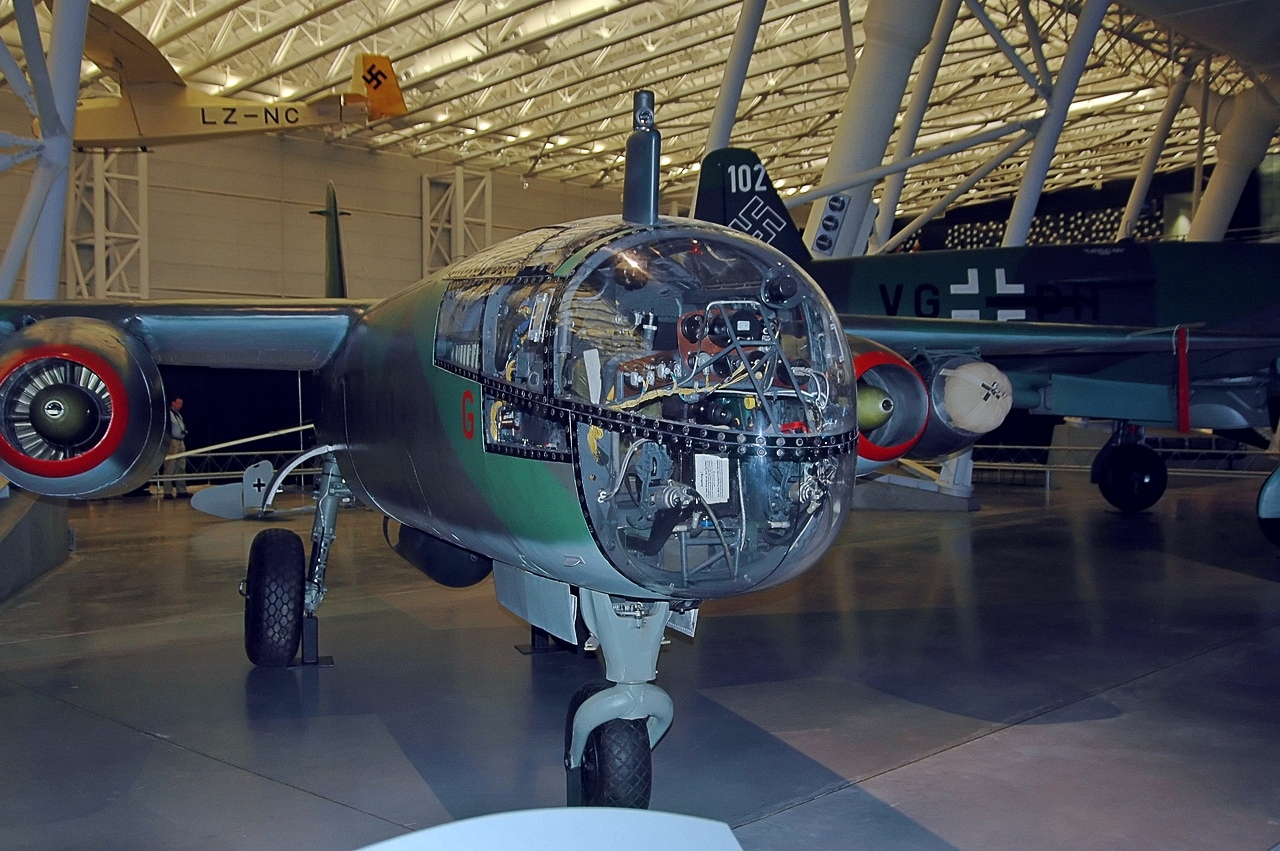
Arado Ar 234, la finestrella del Lofte 7 è visibile sotto la fusoliera davanti alla gamba del carrello anteriore.

Il funzionamento era simile a quello del Norden. L'ufficiale bombardiere prima individuava il bersaglio nel mirino del Lotfe 7 e continuava a regolare l'apparecchio finché il bersaglio non risultava immobile. Questa operazione permetteva all'apparecchio di calcolare la velocità di deriva rispetto a quella del vento e quindi la velocità dell'aereo rispetto al suolo. Al contrario del Norden, il Lotfe 7 poteva valutare bersagli posti molto avanti rispetto all'aereo, così il bombardiere poteva utilizzare il bersaglio reale per la regolazione della velocità e non, come nel Norden, utilizzare un bersaglio fittizio per effettuare questa regolazione. L'apparecchio permetteva di ingaggiare bersagli in un arco da 90° fino a 40° di fronte all'aereo, e fino a 20° su entrambi i lati. Nel tratto finale dell'avvicinamento all'obiettivo veniva inserito il pilota automatico collegato con il Lotfe 7 che era in grado di impartire le ultime correzioni al volo tramite l'autopilota. Anche lo sgancio delle bombe avveniva automaticamente, per ridurre gli errori.
Il Lotfe 7 veniva installato nell'estrema prua del bombardiere con la finestrella di mira che fuoriusciva da sotto la fusoliera. Nella maggior parte delle installazioni, quali nel  Junkers Ju 88 o nel Heinkel He 111, l'apparecchio era contenuto in una carenatura fenestrata al di sotto della fusoliera. In altri casi, quali nel Arado Ar 234 nel prototipo da bombardamento del Messerschmitt Me 262, l'apparecchio era sistemato con la finestrella di puntamento a filo con la fusoliera.
Dopo la guerra, un migliaio di Lotfe 7 vennero ritrovati nelle fabbriche della Zeiss ed inviati in USSR. Fu fatto il tentativo di sostituire i sistemi Norden che equipaggiavano i B-25 in dotazione alla VVS, in quanto il Lotfe 7 era ritenuto più robusto e facile da usare, ma non fu possibile risolvere i problemi di collegamento con l'autopilota del B-25.

## Versioni
Lotfe 7 - Junkers Ju 88
Lotfe 7A - Heinkel He 111H-5
Lotfe 7B - Heinkel He 177A
Lotfe 7C - Arado Ar 234, He 177A, Ju 88
Lotfe 7D - Ar 234, Focke-Wulf Fw 200, Ju 88, Me 410
Lotfe 7H - Ju 88, Fw 200 Messerschmitt Me 262A-2a/U2
Lotfe 7K - Ar 234, Me 262A-2a/U2
Lotfe 7K-2 - Me 262A-2a/U2

## Dati del Lotfernrohr 7C
- Altezza: 662,5 mm[11]
- Larghezza: 350 mm[11]
- Lunghezza dell'episcopio: 390 mm[11]
- Peso complessivo: 28 kg[11]
- Potenza: 90 W senza riscaldatore, 190 W con riscaldatore inserito (sotto i +5° Celsius)[12]
- Ingrandimento: 1,4x[6]
- Campo visivo: 35°, equivalente a 630 m da 1000 m (3,300 ft) di quota.[6]
- Libertà di movimento dello specchio di collimazione: +80° a -20°[6]

### Limiti di funzionamento
- Altitudine sopra il bersaglio: 100–850 m (330–2.790 piedi) altitudine non sincronizzabile,  850–10.000 m (2,790–33.000 piedi) altitudine sincronizzabile con lo strumento.[11]
- Velocità: 150–600 km/h (93–370 mph)[11]